# Doreen Dietel
Doreen Dietel est une actrice allemande née le 4 octobre 1974 à Zeulenroda, Allemagne.

## Filmographie
- 1997 : Die Wette (court métrage) : miss Brown
- 1998 : Sylvia – Eine Klasse für sich (de) (série télévisée) : Susanna
- 1998 : Ladendiebstahl (court métrage)
- 1998 : Die zwei beiden vom Fach (court métrage télévisé) : la fille disco
- 1999 : Rex, chien flic (série télévisée) : Sybille Lutz
- 1999 : Short Cut (court métrage) : Melanie
- 1999 : Bitter Fruits : Angie
- 1999 : Heimlicher Tanz (téléfilm) : Maud Petit
- 1999 : Phone Call
- 1999 : Forever Young (téléfilm)
- 1999 : 216
- 2000 : Der Bulle von Tölz (de) (série télévisée) : la fille Pizza
- 2001 : Stiller Sturm : Stefanie
- 2001 : Déjà vu (court métrage) : Jessica
- 2001 : Der Pfundskerl (série télévisée) : Claudia Reuter
- 2001 : 100 Pro (de) : la femme blonde
- 2001 : Victor - Der Schutzengel (série télévisée) : Katharina Benninger
- 2002 : Sinan Toprak ist der Unbestechliche (de) (série télévisée) : Clara Weber
- 2002 : Rosamunde Pilcher (série télévisée) : Vivien Spencer
- 2003 : Großglocknerliebe : Sabine
- 2003 : Die Rosenheim-Cops (série télévisée) : Britta Weber
- 2003 : Bei aller Liebe (série télévisée) : Betty
- 2003 : Café Meineid (de) (série télévisée) : Vroni Loibl
- 2004 : In aller Freundschaft (série télévisée) : Birte Neumann
- 2004 : Utta Danella (série télévisée) : Dorette
- 2004 : Mädchen Mädchen 2 : Petra
- 2004 : Au secours, les beaux-parents débarquent! (téléfilm) : Ella
- 2004 : Der Bergpfarrer (de) (téléfilm) : Katharina 'Katy' Angerer
- 2005 : SOKO Kitzbühel (de) (série télévisée) : Anna Obersteiner
- 2005 : Unser Charly (de) (série télévisée) : Anna Kaufmann
- 1995-2005 : Tatort (série télévisée) : l'élève infirmière
- 2005 : Bazar (court métrage) : Karin
- 2005 : Tote Hose - Kann nicht, gibt's nicht (téléfilm) : Ines Teubner
- 2005 : Alerte Cobra (série télévisée) : Caroline Thurner
- 2005 : Der Fischer und seine Frau (de) : Fischfrau (voix)
- 2005 : Inga Lindström (série télévisée) : Louise Stenfelt
- 2005 : LiebesLeben (série télévisée) : Christine
- 2006 : Deutschmänner (de) (téléfilm) : madame Lübke
- 2006 : Medicopter (série télévisée) : Eva Karnagel
- 2007 : Die Bar (court métrage) : Kristina
- 2007 : Riverboat - Die MDR-Talkshow aus Leipzig (série télévisée documentaire) : elle-même
- 2007 : Die Niels Ruf Show (de) (série télévisée) : elle-même
- 2007 : Das perfekte Promi-Dinner (série télévisée) : elle-même
- 2008 : Der Sushi Baron - Dicke Freunde in Tokio (téléfilm) : Susanna Schoepflin
- 2009 : Echtzeit - ist doch nur ein Spiel... (court métrage) : la journaliste
- 2003-2011 : Soko brigade des stups (série télévisée) : Bettina Sandmann / Sophie König / Sophie Wiesner / Dodo
- 2007-2012 : Dahoam is Dahoam (série télévisée) : Trixi Preissinger